# Elof Terserus
Elof Engelberti Terserus, född 1554 i Umeå, död i augusti 1617 i Leksand, var en svensk präst.

## Biografi
Terserus var son till kyrkoherden i Leksand Ingelbertus Olai. Han skall enligt sitt epitafium ha studerat i Tyskland och Sverige. Johan Fredrik Muncktell skriver i Westerås Stifts Herdaminnen att han tidigt måste överge föräldrahemmet för sin styfmors hårdhet, och begaf sig efter flere års studier i hemlandet, med adeliga disciplar till Tyskland, der han antog namnet Terserus, för det han tre gånger kommit för sent till professor Posselii collegier. Han studerade vid universiteten i Rostock och erhöll filosofie magistersgraden i Leipzig.

### Tiden i det kungliga kansliet och Fragmentum historia Johannis
Elof Terserus utsågs 1589 till sekreterare i det kungliga kansliet och tjänstgjorde där till februari 1594. I ett odaterat brev, med Leksand som dateringsort, till hertig Johan av Östergötland berättar Terserus om de välgärningar som Johan III bevisat honom ända från hans fjortonde år, med kungligt understöd för sina studier. Han nämner där också att han i Tyskland kommit i kontakt med hertigens morbror Axel Bielke, en säkert värdefull kontakt i Terserus karriär. Terserus författade på kung Johans uppdrag en skildring på latin, vilken börjar med händelserna under 1550-talets sista år och går fram till den dramatiska sommaren 1563 då brytningen mellan kung Erik och hertig Johan nådde sin kulmen. Denna text, Fragmentum historiae Johannis, är mycket tendentiös och har som syfte att utmåla Erik XIV som ond och inkompetent och hans regeringstid som förfärlig; i kontrast framställs brodern Johan som den gode brodern som bara agerar för landets bästa. Skildringen åberopar flera furstliga brev och akter i kansliet, som inte var tillgängligt för utomstående. Tanken har uppenbarligen varit att fortsätta skildringen fram till åtminstone 1568, då Erik XIV avsattes av bröderna Johan och Karl och Johan året därefter utsågs till kung. Den mångåriga inrikespolitiska maktkampen med högadeln och hertig Karl efter att Johan krönts gjorde det nödvändigt för kungen att om och om igen framställa sig själv som landets räddare genom avsättningen av Erik, eftersom detta var grunden för Johans regering. Fragmentum historiae Johannis var en del av denna propaganda. Fragmentum ... trycktes 1731 av Christian von Nettelbla i den fjärde delen av hans verk Schwedische Bibliothec, s. 179–216 (Stockholm och Leipzig). Terserus framställning kom att länge bidra till att cementera den mycket negativa synen på Erik XIV i den svenska historieskrivningen.

### Från 1594
Terserus utsågs i februari 1594 till skolmästare (och rektor), först i Hedemora men från 1595 i Västerås. Samma år var han även orator vid prästmötet. När hans far under julpredikan i Leksands kyrka 1597 drabbades av ett slaganfall, fick Terserus överta hans tjänst som vikarie. Efter faderns död 1602 övertog han tjänsten efter kunglig konfirmation 17 augusti 1602. Han var prost över Öster-Dalarna och fullmäktig vid alla riksdagar.
Under det så kallade nävtåget där Terserus var närvarande, var han den som talade till bönderna och lyckades förmå dem att efter mordet på Jacob Näf återvända till sina hemsocknar. Terserus närvarade på riksdagen i Örebro 1614, och utsågs av ståthållaren Carl Bonde att hålla uppsyn över oroligheter hos allmogen i Dalarna. Då den Svenska Bibelöversättningen 1615 skulle överses och förbättras, var han ålagd att delta, men hann knappt påbörja sitt arbete innan han av sjukdom blev förhindrad att fortsätta. Under Gustav II Adolfs besök i Dalarna fick även Terserus besök av kungen, men vid riksdagen i Örebro 1617 var han för sjuk för att delta, och i augusti samma år avled han.
Terserus var första gången gift med Anna Danielsdotter Svinhufvud och hade med henne tolv barn, av vilka fyra avled unga. I sitt andra gifte med Margareta Hansdotter, Stormor i Dalom, fick han tre barn. I första äktenskapet föddes biskop Johannes Terserus.

## Barn
Barn i första äktenskapet (med Anna Danielsdotter Svinhufvud) enligt Svenska Ättertal 1989/12 
- Per Terserus, bergsman Kopparberg
- Gudelina Tersera, gift 1614 i Stockholm med handelsman Jacob Skottswinckel 1614
- Brita Tersera, gift med handelsman Olof Jönsson Krååk i Kopparberget
- Margareta Tersera, gift med kyrkoherden i Enånger Lars Danielsson Helsingius
- Elisabeth  Tersera, gift med bergsman Claes Ericsson Wallwijk
- Anna Tersera, gift med Anders Eriksson Bröms, bördig från Älgered i Bergsjö socken, Hälsingland, och sannolikt dotterson till Carolus Henrici i Tuna socken, Medelpad (stamfar till Brömssläkten från södra Norrland; se artikeln om Carolus Henrici om denna, med källhänvisningar och hänvisning till släkttavla). Anders var 1613 kammarskrivare; därefter (krono-)befallningsman i Ångermanland och i Hälsingland. Bosatt i Enångers socken (Hälsingland), där han ägde skattehemmanen Nyåker och Myra. Han kallar 1640 kyrkoherden Johannes Svenonis Bröms i Ockelbo församling (Gästrikland) ”min Frände”. Anna levde som änka i Enånger 1650.
- Adolphus Elofsson Terserus (1604–1659), lektor Västerås, kyrkoherde Mora och riksdagsman
- (Jöns Elofsson Terserus)  Johannes Terserus, (1605–1678) biskop
- Catarina, dog ung
- Daniel, dog ung
- Engelbert, dog ung
- Georg, dog ung

Barn i andra äktenskapet (med Margareta Hansdotter) enligt Svenska Ättertal 1989/12.  
- Johan Elofsson Terserus (1612–1649) professor i Åbo, dog ogift
- Elof Elofsson Terserus (1614–1693) handlare i Leksand
- Jakob Elofsson Terserus (1616–1663) Lektor Västerås och kyrkoherde i Hubbo